# لوسواغ إيكو
لوسواغ إيكو (بالفرنسية: Le Soir Échos)‏ وتعني أصداء المساء، هي صحيفة يومية مغربية إخبارية عامة ناطقة بالفرنسية، أسستها مجموعة المساء التي يديرها الصحافي رشيد نيني سنة 2008 قبل أن تصبح في ملكية شركة النشر (NextDayNews)، والتي ظهرت في الفترة من فبراير 2009 إلى غشت 2013.

## التاريخ
ظهرت هذه الصحيفة لأول مرة في فبراير 2009. أصبحت الصحيفة في يناير 2010 تابعة لشركة (NextDayNews) التي يمثلها سعد التازي. كانت ثالث صحيفة يومية ناطقة بالفرنسية في المغرب.
أطلقت لوسواغ إيكو في يناير 2012 موقعها التلفزي على الإنترنت والمخصص للأخبار. كلف بهذا الموقع التلفزي الأول في المغرب كل من لحسن البوهالي بالتعاون مع طارق بوراق. ضمت برامج الموقع تقارير واستطلاعات رأي ولقاءات حول أحداث ومستجدات الساعة.
في 30 أسطس 2013 وبصدور عددها 1399، توقفت لوسواغ إيكو عن النشر لأسباب مالية .

## رؤساء التحرير
كان إدريس بناني، أول رئيس تحرير للصحيفة، قبل أن يحل محله الطيب شادي، الصحفي السابق في صحيفة لو جورنال إبدومادير، ثم طارق قطاب عندما عندما أصبحت في ملكية سعد أ. التازي، وكان آخر رئيس تحرير لها هو حفيظ الجاي.